# Borau (Weißenfels)
Borau is een plaats en voormalige gemeente in de Duitse deelstaat Saksen-Anhalt, en maakt deel uit van de Landkreis Burgenlandkreis.
Borau telt 756 inwoners.

## Geschiedenis
Op 1 januari 1995 is de toenmalige zelfstandige gemeente door de stad Weißenfels geannexeerd.

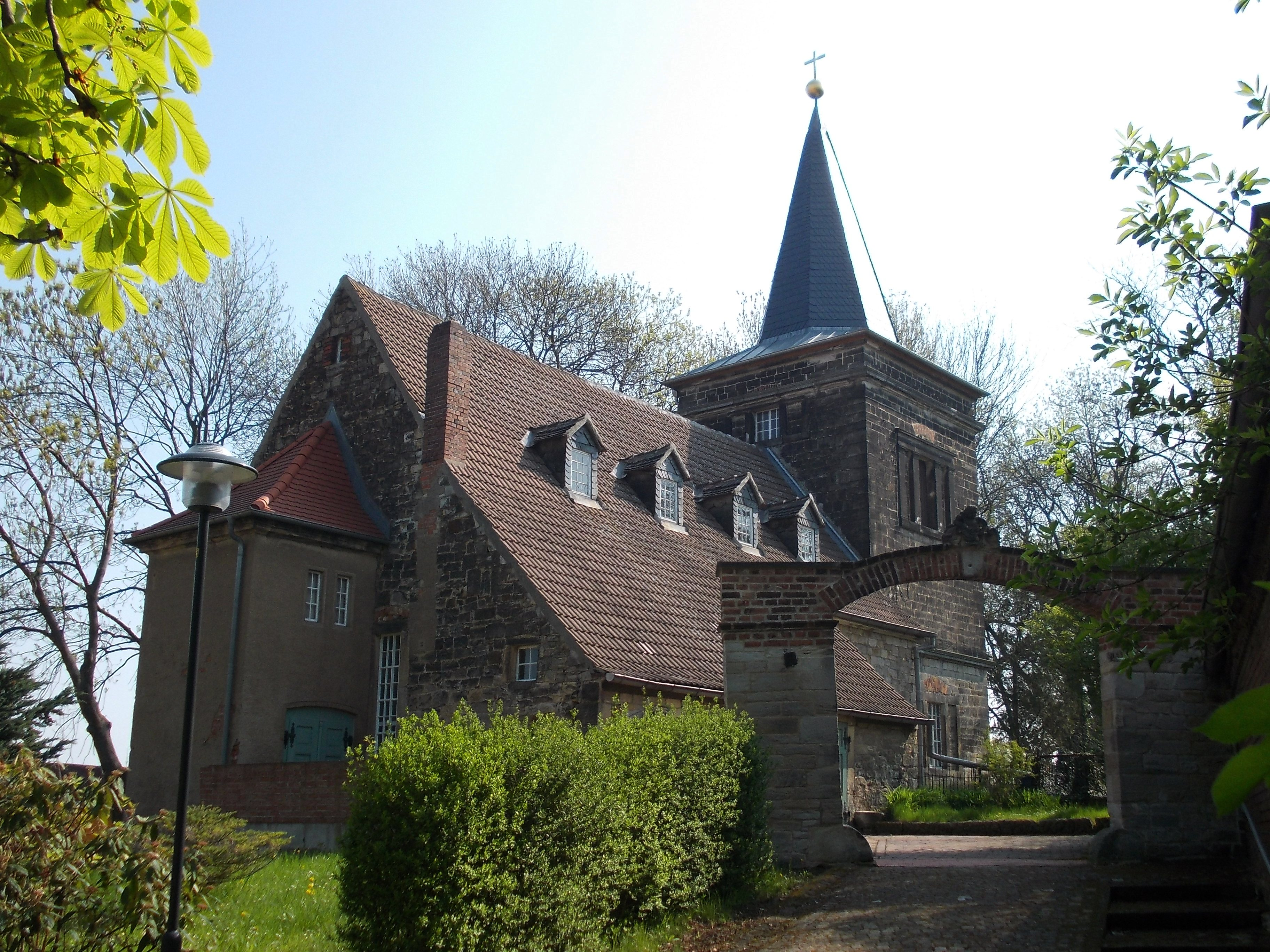
Kerk